# Rich Brooks
Richard Llewellyn Brooks (Forest, Kalifornia, 1941. augusztus 20. –) amerikai sportoló, edző, atlétikai igazgató. Az Autzen Stadion sportpályája az ő nevét viseli.
2016. szeptember 23-án bekerült a Kentucky Egyetem dicsőségcsarnokába.

## Tanulmányai
Testnevelési szakon végzett az Oregoni Állami Egyetemen, ahol az amerikaifutball-csapat defensive backje és a Fí Delta Théta diákszövetség tagja volt. Alapdiplomáját 1963-ban, mesterdiplomáját 1964-ben kapta kézhez.

## Pályafutása
Kezdetben az Oregon State Beavers helyettes edzője volt, majd egy sacramentói középiskola alkalmazta. 1965 és 1969 között a Beavers védőedzője volt.
1970-ben Tommy Prothro alatt a UCLA Bruins linebackereinek edzője volt, majd 1971-ben mindketten a Los Angeles Rams speciális csapatának edzői lettek. Brooks 1973-ban a Beavers védőkoordinátora, 1974-ben pedig a San Francisco 49ers védőinek és speciális csapatának edzője volt. 1976-tól újra a Bruins linebackereinek edzője lett.

### Oregon Ducks
1977-ben az Oregon Ducks amerikaifutball-vezetőedzője lett. A 32 ezer dolláros éves fizetésről szóló szerződést négy évre írták alá. 1980-ban az NCAA az egyesületet a források téves felhasználása és az akadémiai fegyelem megsértése miatt két évre felfüggesztette.
A Beavers elleni mérkőzések (Civil War) jó eredményei miatt Brooks a sikertelen szezonokban is népszerű maradt. A csapat négy bowlra jutott ki, legjobb szezonja pedig az 1994-es volt, amikor az egyesület százéves történetében először konferenciabajnokok lettek. Brooks a Pacific-10 Év edzője lett, valamint megkapta a Paul „Bear” Bryant-díjat.
2006-ig 91 győzelme rekordnak számított, 109 vesztesége továbbra is az. 1994-ben az NFL-be távozott.

### St. Louis Rams
1995. február 10-én a St. Louis Rams évi 625 ezer dolláros fizetésért négy évre szerződtette. Az 1996-os szezon végén kirúgták, majd négy szezont töltött az Atlanta Falconsnál, ahol 1998-ban, a Super Bowl XXXIII idején Dan Reeves vezetőedzőt helyettesítette annak szívműtétje miatt.

### Kentucky Wildcats
A 2003-as szezonban évi 725 ezer dolláros fizetésért öt évre szerződött a Kentucky Wildcatsszel. Felvételét egyesek kritizálták, mivel közel egy évtizedig nem foglalkozott egyetemi csapattal, valamint az NCAA egy korábbi edző felvételi kihágásai miatt a Wildcatst felfüggesztette.
2006. december 23-án szerződését négy évre és opcionálisan további egy évre meghosszabbították; alapbére egymillió dollár volt. 2008. január 18-án bejelentették, hogy esetleges távozásával utódja Joker Phillips támadókoordinátor lesz.
2009. szeptember 30-án Brooks Twitter-oldalán közölte, hogy bőrrák miatt megműtötték. 2010. január 4-én távozott a csapattól, és visszaköltözött Oregonba.

## Eredményei edzőként

### Egyetemi
| Év                                          | Eredmény                             | Eredmény                             | Helyezés                             | Továbbjutás                          | Rangsor                              | Rangsor                              |
| Év                                          | Összesített                          | Konferencia                          | Helyezés                             | Továbbjutás                          | Coaches                              | AP                                   |
| Oregon Ducks (Pacific-10 Conference)        | Oregon Ducks (Pacific-10 Conference) | Oregon Ducks (Pacific-10 Conference) | Oregon Ducks (Pacific-10 Conference) | Oregon Ducks (Pacific-10 Conference) | Oregon Ducks (Pacific-10 Conference) | Oregon Ducks (Pacific-10 Conference) |
| ------------------------------------------- | ------------------------------------ | ------------------------------------ | ------------------------------------ | ------------------------------------ | ------------------------------------ | ------------------------------------ |
| 1977                                        | 2–9                                  | 1–6                                  | 7.                                   | –                                    | –                                    | –                                    |
| 1978                                        | 2–9                                  | 2–5                                  | 6.                                   | –                                    | –                                    | –                                    |
| 1979                                        | 6–5                                  | 4–3                                  | T–3.                                 | –                                    | –                                    | –                                    |
| 1980                                        | 6–3–2                                | 4–3–1                                | 5.                                   | –                                    | –                                    | –                                    |
| 1981                                        | 2–9                                  | 1–6                                  | 9.                                   | –                                    | –                                    | –                                    |
| 1982                                        | 2–8–1                                | 2–1–6                                | 9.                                   | –                                    | –                                    | –                                    |
| 1983                                        | 4–6–1                                | 3–3–1                                | T–6.                                 | –                                    | –                                    | –                                    |
| 1984                                        | 6–5                                  | 3–5                                  | 7.                                   | –                                    | –                                    | –                                    |
| 1985                                        | 5–6                                  | 3–4                                  | 6.                                   | –                                    | –                                    | –                                    |
| 1986                                        | 5–6                                  | 3–5                                  | 7.                                   | –                                    | –                                    | –                                    |
| 1987                                        | 6–5                                  | 4–4                                  | 5.                                   | –                                    | –                                    | –                                    |
| 1988                                        | 6–6                                  | 3–5                                  | T–6.                                 | –                                    | –                                    | –                                    |
| 1989                                        | 8–4                                  | 5–3                                  | T–2.                                 | Independence Bowl                    | –                                    | –                                    |
| 1990                                        | 8–4                                  | 4–3                                  | 3.                                   | Freedom Bowl                         | –                                    | –                                    |
| 1991                                        | 3–8                                  | 1–7                                  | T–9.                                 | –                                    | –                                    | –                                    |
| 1992                                        | 6–6                                  | 4–4                                  | T–6.                                 | Independence Bowl                    | –                                    | –                                    |
| 1993                                        | 5–6                                  | 2–6                                  | T–8.                                 | –                                    | –                                    | –                                    |
| 1994                                        | 9–4                                  | 7–1                                  | 1.                                   | Rose Bowl                            | 11                                   | 11                                   |
| Eredmény:                                   | 91–109–4                             | 56–79–2                              | –                                    | –                                    | –                                    | –                                    |
| Kentucky Wildcats (Southeastern Conference) |                                      |                                      |                                      |                                      |                                      |                                      |
| 2003                                        | 4–8                                  | 1–7                                  | T–5.                                 | –                                    | –                                    | –                                    |
| 2004                                        | 2–9                                  | 1–7                                  | T–5.                                 | –                                    | –                                    | –                                    |
| 2005                                        | 3–8                                  | 2–6                                  | 6.                                   | –                                    | –                                    | –                                    |
| 2006                                        | 8–5                                  | 4–4                                  | T–3.                                 | Music City Bowl                      | –                                    | –                                    |
| 2007                                        | 8–5                                  | 3–5                                  | T–4.                                 | Music City Bowl                      | –                                    | –                                    |
| 2008                                        | 7–6                                  | 2–6                                  | 6.                                   | Liberty Bowl                         | –                                    | –                                    |
| 2009                                        | 7–6                                  | 3–5                                  | T–4.                                 | Music City Bowl                      | –                                    | –                                    |
| Eredmény:                                   | 39–47                                | 16–40                                | –                                    | –                                    | –                                    | –                                    |
| Összesen:                                   | 130–156–4                            | –                                    | –                                    | –                                    | –                                    | –                                    |
| Jelmagyarázat: Konferenciabajnok            |                                      |                                      |                                      |                                      |                                      |                                      |

### NFL
| Csapat         | Év        | Eredmény | Arány | Helyezés |
| -------------- | --------- | -------- | ----- | -------- |
| St. Louis Rams | 1995      | 7–9      | .438  | 3.       |
| St. Louis Rams | 1996      | 6–10     | .375  | 3.       |
| Összesen:      | Összesen: | 13–19    | –     | –        |

## Fordítás
- Ez a szócikk részben vagy egészben  a   Rich Brooks című angol Wikipédia-szócikk ezen változatának fordításán alapul.  Az eredeti cikk szerkesztőit annak laptörténete sorolja fel. Ez a jelzés csupán a megfogalmazás eredetét és a szerzői jogokat jelzi, nem szolgál a cikkben szereplő információk forrásmegjelöléseként.